# Kingdom Come (låt)
Kingdom Come är en låt skriven av Bobby Ljunggren, Thomas G:son, Erik Bernholm och Anna Bergendahl, framförd av Anna Bergendahl.
Låten tävlade med startnummer sju i den andra deltävlingen av Melodifestivalen 2020 i Göteborg, från vilken den kvalificerade sig direkt till finalen. där bidraget slutade på tredje plats.
I Melodifestivalen framförde Anna Bergendahl låten med dansare på scenen. Den 28 mars 2020 framförde Anna Bergendahl en mer stillsam variant av låten i TV 4:s Nyhetsmorgon, ackompanjerad av akustisk gitarr.

## Listplaceringar
| Lista (2020)                | Topplacering |
| --------------------------- | ------------ |
| Sverige (Sverigetopplistan) | 9            |